# Jacek Krupa
Jacek Jan Krupa, né le 11 avril 1955  à Skawina, commune limitrophe de Cracovie, est un homme politique polonais, membre du parti politique Plate-forme civique. 
Il est élu à la Diète le 25 septembre 2005, réunissant 6 860 votes à Cracovie. Il est réélu en 2007.
Candidat de nouveau en 2011 et 2015, il n'est pas réélu au parlement.
En novembre 2015, il succède comme maréchal de la voïvodie de Petite-Pologne à Marek Sowa, devenu député.